# Ford 7Y
Ford 7Y — автомобиль, выпускавшийся британским подразделением Ford c 1938 по 1939 год.  Официально его назвали Ford «Eight», и это был увеличенный Ford Model Y, с изменённым кузовом и обводами. За всё время было выпущено 65,098 автомобилей. Объём двигателя был 933 см3, мощность 8 л.с. (Ford Sidevalve). В сентябре 1939 немного изменили дизайн, что привело к появлению Ford Anglia.
Автомобиль имел открывающиеся задние окна. Сзади можно было повесить запасное колесо. На люксовом варианте оно закрывалось специальной крышкой. Также Ford 7Y был последней моделью с изгибом в переднем бампере. Спереди в кузове имелось отверстие для запуска двигателя "кривым стартером"
В 1939 году Y7 tourer был заменен родстером E94A. Он сохранил переднюю часть, восьмисильный двигатель и шасси, но отличался задними панелями. Выпускался только для 1939 модельного года.

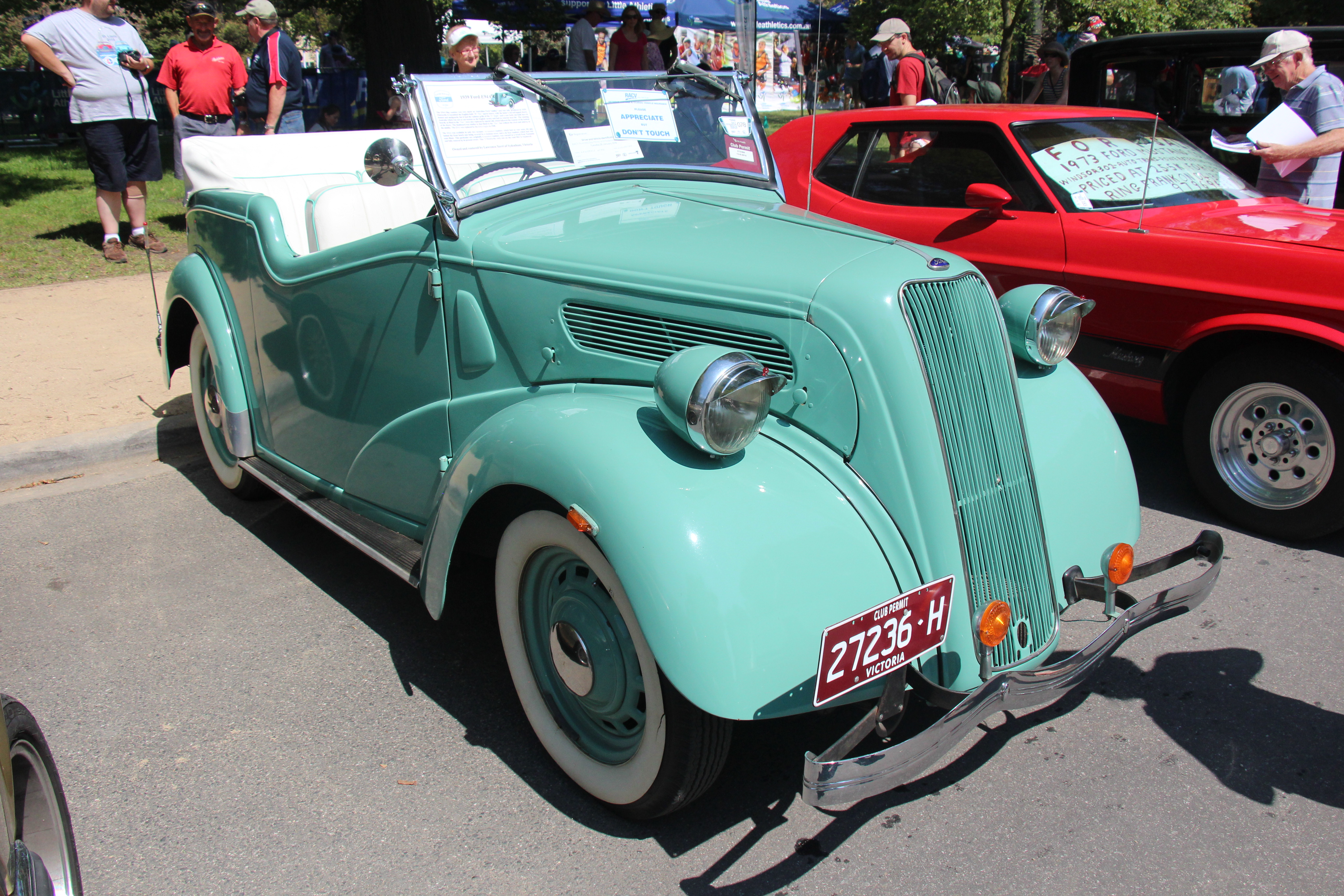
Ford E94A 8hp Roadster